# マインドフィールズ
『マインドフィールズ』（Mindfields）は、TOTOが1999年に発表した10作目のオリジナル・アルバム。

## 解説
アルバム『アイソレーション』（1984年）のレコーディング中にバンドを脱退した初代ボーカリストのボビー・キンボールが、本作より復帰した。
「アフター・ユーヴ・ゴーン」では、元オジー・オズボーン・バンドのフィル・スーザンが、ソングライティングとバッキング・ボーカルで参加している。また、元メンバーのジョセフ・ウィリアムズが、メンバーのデヴィッド・ペイチと共作した「マッド・アバウト・ユー」を提供。

## 収録曲
1. アフター・ユーヴ・ゴーン - "After You've Gone" (Steve Lukather, Phil Soussan) - 6:37
2. ミステリアス・ウェイズ - "Mysterious Ways" (Mark Hudson, S. Lukather, David Paich, Dean Grakal) - 3:40
3. マインドフィールズ - "Mindfields" (Bobby Kimball, S. Lukather, D. Paich, Simon Phillips, Mike Porcaro) - 6:01
4. ハイ・プライス・オブ・ヘイト - "High Price of Hate" (S. Lukather, Stan Lynch, D. Paich, S. Phillips, M. Porcaro) - 9:49
5. セルフィッシュ - "Selfish" (S. Lukather, S. Lynch, D. Paich) - 5:30
6. ノー・ラヴ - "No Love" (Randy Goodrum, S. Lukather, D. Paich) - 4:35
7. コート・イン・ザ・バランス - "Caught in the Balance" (S. Lukather, D. Paich, S. Phillips, M. Porcaro, S. Lynch, B. Kimball) - 6:21
8. ラスト・ラヴ - "Last Love" (S. Lukather, D. Paich) - 4:58
9. マッド・アバウト・ユー - "Mad About You" (D. Paich, Joseph Williams) - 4:24
10. ワン・ロード - "One Road" (R. Goodrum, S. Lukather, D. Paich) - 3:45
11. メラニー - "Melanie" (R. Goodrum, S. Lukather, D. Paich) - 5:19
12. クルーエル - "Cruel" (Jed Leiber, S. Phillips, B. Kimball, S. Lukather) - 5:57
13. ベター・ワールド (Parts I, II & III) - "Better World Parts I, II & III" (S. Lukather, D. Paich, S. Phillips) -

### ボーナス・トラック
日本盤・アメリカ盤に収録。
1. スパニッシュ・ステップス・オブ・ローマ - "Spanish Steps of Rome" (S. Lukather, D. Paich) - 4:29

## 参加ミュージシャン
- ボビー・キンボール - ボーカル
- スティーヴ・ルカサー - ギター、ボーカル
- マイク・ポーカロ - ベース
- デヴィッド・ペイチ - キーボード、ボーカル
- サイモン・フィリップス - ドラム、パーカッション

### ゲスト・ミュージシャン
- レニー・カストロ - パーカッション
- クリント・ブラック - ハーモニカ、バッキング・ボーカル
- スティーヴ・ポーカロ - キーボード
- トム・スコット - ホーン
- ジム・ホーン - ホーン
- チャック・フィンドレー - ホーン
- ゲイリー・グラント - ホーン
- ビル・ライヒェンバッハ - ホーン
- フィル・スーザン - バッキング・ボーカル
- マーク・ハドソン - バッキング・ボーカル
- ティモシー・B・シュミット - バッキング・ボーカル
- リチャード・ペイジ - バッキング・ボーカル
- クリス・トンプソン - バッキング・ボーカル